# Erigone zabluta
Erigone zabluta är en spindelart som beskrevs av Eugen von Keyserling 1886. Erigone zabluta ingår i släktet Erigone och familjen täckvävarspindlar.
Artens utbredningsområde är Peru. Inga underarter finns listade i Catalogue of Life.